# Powiat Kazimierski
Der Powiat Kazimierski ist ein Powiat (Kreis) in der polnischen Woiwodschaft Heiligkreuz. Der Powiat hat eine Fläche von 422,48 km², auf der 35.400 Einwohner leben.

## Gemeinden
Der Powiat umfasst fünf Gemeinden, davon drei Stadt-und-Land-Gemeinden und zwei Landgemeinden.

### Stadt-und-Land-Gemeinden
- Kazimierza Wielka
- Opatowiec
- Skalbmierz

### Landgemeinden
- Bejsce
- Czarnocin